# Alpaida monzon
Alpaida monzon là một loài nhện trong họ Araneidae.
Loài này thuộc chi Alpaida. Alpaida monzon được Herbert Walter Levi miêu tả năm 1988.